# Das falsche Gewicht
Das falsche Gewicht (en alemany El pes fals) és una pel·lícula alemanya per televisió del 1971 dirigida per Bernhard Wicki, adaptació de la novel·la Das falsche Gewicht. Die Geschichte eines Eichmeisters, escrita per Joseph Roth el 1937. El protagonista és Anselm Eibenschütz, encarregat de controlar els pesos dels mercats d'un petit i brut poble de la frontera de Galítsia. Per la seva forma pedant amb que desenvolupa aquesta tasca, és odiat per molts.

## Sinopsi
Anselm Eibenschütz, antic soldat imperial austríac, és inspector de pesos i mesures a Galítsia, vora la frontera amb l'Imperi Rus. Descrita com una comarca perduda, a la frontera amb Rússia, habitada per falsaris, contrabandistes i desertors, intenta fer complir l'ordre legal. Castiga l'ús de pesos incorrectes amb càstigs greus i és odiat per tots els del poble.
La seva dona Regina comença una relació amb Josef Nowak, el seu comptable, i queda embarassada. Intenta seduir el seu marit, que ja fa temps que s'ha apartat d'ella, per encobrir l'aventura. Tanmateix, Anselm va descobrir l'afer amb l'ajuda d'una carta anònima. Des d'aleshores castiga la seva dona i el seu fill amb silenci i menyspreu. Però també abusa dels seus poders per empresonar el seu rival Jadlowker, hostaler d'una posada que dirigia amb la gitana Eufèmia Nikitsch. Eibenschütz s'enamora d'Eufèmia la primera vegada que el va conèixer.
Tanmateix, quan Konstantin Sameschkin, un tercer amant de l'Eufèmia, apareix i afirma els seus drets sobre ella, se separa d'Eibenschütz. Esclata una epidèmia devastadora de còlera i s'emporta la vida de Regina i la del seu fill. El condemnat i antic propietari Jadlowker és usat per treure els nombrosos cossos i fuig en el caos. Embosca a Eibenschütz i el mata.

## Repartiment
- Helmut Qualtinger: Anselm Eibenschütz
- Agnes Fink: Regina Eibenschütz
- Bata Živojinović: Leibusch Jadlowker
- Evelyn Opela: Euphemia Nikitsch
- Kurt Sowinetz: Kapturak
- Gottfried Kumpf: Konstantin Sameschkin
- Johannes Schaaf: Gendarme Slama

## Producció
La pel·lícula és una adaptació cinematogràfica inusualment detallada de la novel·la, que es va rodar a l'Atelier Pasarét de Budapest del 16 de febrer al 22 d'abril de 1970. Els trets exteriors van ser realitzats a Vác, Sződliget i als voltants de Budapest. Otto Pischinger va dissenyar els decorats cinematogràfics. La pel·lícula va ser originalment un telefilm de ZDF, que es va estrenar als cinemes a principis de 1973.

## Crítiques
J. Kaiser va jutjar que era una "pel·lícula, no un producte de televisió", un "esdeveniment dramàtic visual de tan gran abundància, de tanta energia colorida que difícilment ens podem permetre no utilitzar aquest film a Alemanya. Vegeu la pel·lícula." El Lexikon des internationalen Films va descriure la pel·lícula com "una obra d'art d'art extraordinària, en la qual la direcció, la representació i la composició d'imatges tenen una proporció igual".

## Premis
- Goldene Kamera 1971 per Bernhard Wicki (director) i Helmut Qualtinger (actor)
- Filmband in Gold 1972 per Bernhard Wicki
- Festival of World Television Cannes 1972: Premi per Bernhard Wicki (director)